# LPGA Tour 1985
Navigation
Édition précédente Édition suivante
Le LPGA Tour 1985 est la trentième-sixième édition du Ladies Professional Golf Association Tour (LPGA), circuit professionnel féminin de golf, qui se déroule du 24 janvier 1985 au 10 novembre 1985. Axé sur les États-Unis, la LPGA a entrepris la tenue de tournois hors du continent américain ces dernières saisons, ainsi cette saison voit des tournois programmés au Canada et au Japon. Cette trentième-sixième édition de ce circuit permet de proposer un certain nombre de tournois professionnels destinés aux femmes en dehors des compétitions amateurs. La volonté de la professionnalisation des golfeuses leur permet désormais de gagner de l'argent en jouant au golf.
Cette saison comporte trente-cinq tournois, soit un de moins qu'en 1984, auxquels sont insérées des dotations financières en fonction du résultat de la golfeuse. Quatre de ces tournois sont considérés comme « tournoi majeur » - le Nabisco Dinah Shore, le Championnat de la LPGA, l'Open américain et le Classic du Maurier - et sont considérés comme les plus prestigieux et difficiles à remporter.
L'Américaine Nancy Lopez est désignée « Joueuse de l'année de la LPGA » (« Player of the Year ») pour la troisième fois de sa carrière et gagne le classement des gains remporté avec des gains records de 416 472 $ en remportant cinq victoires dont un tournoi majeur : le Championnat de la LPGA. Les trois tournois majeurs sont remportés par Alice Miller (Nabisco Dinah Shore), Kathy Baker (Open américain) et Pat Bradley (Classic du Maurier). Enfin, le « Trophée Vare » récompensant la golfeuse ayant la moyenne de score la plus basse de la saison est remporté par Nancy Lopez pour la troisième fois de sa carrière.

## Histoire
Pour l'organisation de cette trentième-sixième édition, la majorité des tournois se disputent aux États-Unis mais quatre tournois sont programmés hors des États-Unis. Comme la saison précédente, la LPGA décide d'organiser des tournois hors des frontières des États-Unis avec la tenue de tournois programmés au Canada et au Japon. La majorité des joueuses sont des golfeuses principalement américaines professionnelles et amateures mais la LPGA intègre quelques années des golfeuses étrangères. Le calendrier fait débuter la saison par le Championnat Mazda de Deer Creek en Floride remporté par Hollis Stacy. Au cours de cette saison, la majorité des tournois ont été remportés par des golfeuses américaines professionnelles à l'exception d'un tournoi, le Classic GNA, par l'Australienne Jan Stephenson.
L'Américaine Nancy Lopez est désignée « Joueuse de l'année de la LPGA » (« Player of the Year ») pour la troisième fois de sa carrière et gagne le classement des gains remporté avec des gains records de 416 472 $ en remportant cinq victoires dont un tournoi majeur : le Championnat de la LPGA. Les trois tournois majeurs sont remportés par Alice Miller (Nabisco Dinah Shore), Kathy Baker (Open américain) et Pat Bradley (Classic du Maurier).

## Participantes à la saison LPGA 1985
Les participantes ont deux statuts. Certaines sont devenues professionnelles, et pour certaines avant la création de ce circuit, mais de nombreuses amateures prennent également part aux tournois sans toutefois pouvoir recevoir le montant des gains en raison de leur statut.
| Participantes    | Participantes         | Participantes    | Participantes        | Participantes    |
| Professionnelles | Professionnelles      | Professionnelles | Professionnelles     | Professionnelles |
| ---------------- | --------------------- | ---------------- | -------------------- | ---------------- |
| Amy Alcott       | Vicki Alvarez         | Janet Anderson   | Kathy Baker          | Myra Blackwelder |
| Jane Blalock     | Pat Bradley           | Jerilyn Britz    | Donna Caponi         | JoAnne Carner    |
| Judy Clark       | Janet Coles           | Jane Crafter     | Beth Daniel          | Allison Finney   |
| Lori Garbacz     | Jane Geddes           | Penny Hammel     | Juli Inkster         | Christa Johnson  |
| Kay Kennedy      | Betsy King            | Deedee Lasker    | Bonnie Lauer         | Sally Little     |
| Nancy Lopez      | Pat Meyers            | Alice Miller     | Cathy Morse          | Barbara Moxness  |
| Ayako Okamoto    | Kathy Postlewait      | Penny Pulz       | Cindy Rarick         | Laurie Rinker    |
| Patti Rizzo      | Patty Sheehan         | Kim Shipman      | Val Skinner          | Barb Scherbak    |
| Beth Solomon     | Muffin Spencer-Devlin | Hollis Stacy     | Denise Strebig-Haigh | Jan Stephenson   |
| Ai-Yu Tu         | Jo Ann Washam         | Kathy Whitworth  | Mary Beth Zimmerman  |                  |

## Classements saison 1985

### Tableau des gains («Money list»)
Le tableau ci-dessous est le classement des golfeuses par gains obtenus sur cette saison 1985. Le classement par gains est remporté par Nancy Lopez avec 416 472 $ remportés.
| Cla. | Golfeuses             | Gains     | Victoires |
| ---- | --------------------- | --------- | --------- |
| 1    | Nancy Lopez           | 416 472 $ |           |
| 2    | Pat Bradley           | 387 377 $ |           |
| 3    | Alice Miller          | 334 526 $ |           |
| 4    | Amy Alcott            | 283 111 $ |           |
| 5    | Patty Sheehan         | 227 908 $ |           |
| 6    | Betsy King            | 214 411 $ |           |
| 7    | Jane Blalock          | 192 426 $ |           |
| 8    | Beth Daniel           | 177 235 $ |           |
| 9    | Judy Clark            | 163 429 $ |           |
| 10   | Jan Stephenson        | 148 029 $ |           |
| 11   | JoAnne Carner         | 141 941 $ |           |
| 12   | Muffin Spencer-Devlin | 133 372 $ |           |
| 13   | Kathy Baker           | 132 643 $ |           |
| 14   | Lori Garbacz          | 126 631 $ |           |
| 15   | Val Skinner           | 119 482 $ |           |

### Trophée Vare («Vare Trophy»)
Le tableau ci-dessous est le classement des golfeuses par scores les plus bas sur cette saison 1984.
| Cla. | Golfeuses   | Moyenne |
| ---- | ----------- | ------- |
| 1    | Nancy Lopez |         |